# Diego Bernard
Diego Bernard (5 januari 2000) is een Amerikaans basketballer.

## Carrière
Bernard speelde basketbal op Lafayette High School in St. Joseph. Hij speelde daarna vijf seizoenen collegebasketbal voor de Northwest Missouri State Bearcats van 2018 tot 2023. Hij werd niet gekozen in de NBA draft van 2023. Hij speelde het seizoen 2023/24 voor het Mexicaanse Capitanes de la Ciudad de México in de NBA G League. Hij startte het seizoen 2024/25 bij het Mexicaanse Diablos Rojos maar speelde vanaf januari 2025 voor het Canadese Sudbury Five. Zijn NBA G League rechten werden in februari 2025 nog geruild naar de Wisconsin Herd samen een een draftkeuze voor de terugkeerrechten van Kihei Clark.
Hij tekende voor het seizoen 2025/26 bij de Belgische eersteklasser Kortrijk Spurs.

## Erelijst
- MIAA All-Defensive squad: 2019, 2020, 2021, 2022, 2023
- First-Team All-MIAA: 2023
- Second-team All-MIAA: 2021, 2022
- Third-Team All-MIAA: 2020
- Honorable Mention All-MIAA: 2019
- MIAA All-Tournament team: 2020, 2021, 2022
- MIAA Player of the Year: 2023
- MIAA Defensive Player of the Year: 2021, 2023
- MIAA Tournament MVP: 2023
- NABC Second-team All-district: 2021
- NABC First-Team All-America: 2023
- D2CCA Second-Team All-America: 2023
- D2CCA Central Region Player of the Year: 2023
- NCAA Div. II Central Region All-Tournament team: 2022